# Wilhelm Friedrich Albrecht von Plessen

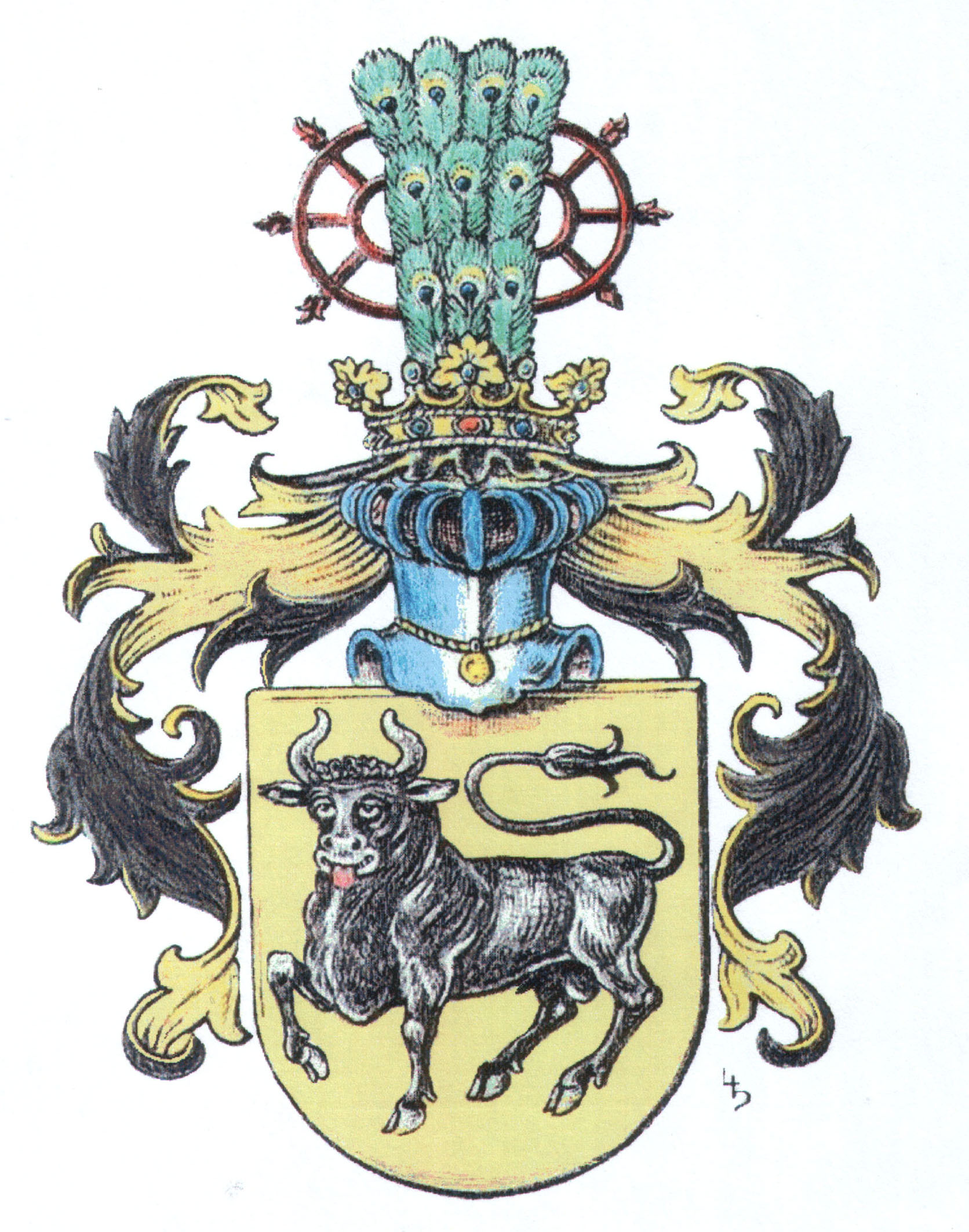
Plessenstammwappen im 18. Jahrhundert

Hellmut Wilhelm Friedrich Albrecht Freiherr von Plessen (* 30. Juli 1778; † 3. Dezember 1856 in Stuttgart) war württembergischer Kammerherr, Kreisoberforstmeister und Landtagsabgeordneter.
Plessen ist der Name eines ursprünglich edelfreien mecklenburg-holsteinischen Adelsgeschlechts. Wilhelm Friedrich Albrecht von Plessen war der Sohn des herzoglich-württembergischen Rittmeisters Wilhelm Dietrich von Plessen (* 1744; † 1789) und der Anna Regine geb. Freiin von Gaisberg (* 1753; † 1830). 
Plessen war Herr auf dem Rittergut Hohenentringen im Oberamt Tübingen, auf dem er ein Familienfideikommiss errichtete, es später aber an den Oberstallmeister Wilhelm Freiherr von Taubenheim in Stuttgart verkaufte. Er fungierte als Kreisoberforstmeister in Reutlingen und war königlich-württembergischer Kammerherr. Von 1833 bis 1838 war  er Vertreter der Ritterschaft des Schwarzwaldkreises in der Zweiten Kammer der Württembergischen Landstände. Plessen bekam 1833 das Ritterkreuz des Ordens der württembergischen Krone.
Wilhelm Friedrich Albrecht von Plessen heiratete 1805 Wilhelmine Christiane Freiin von Palm (* 18. Januar 1783; † 12. September 1830), mit der er vier Kinder bekam:
- Helmuth Ludwig (* 6. November 1806; † 3. September 1855), fürstlich hohenlohischer Hofrat X Freiin Mathilde Amalie Luise Charlotte von Gemmingen
- Wilhelm August (* 23. November 1808; 17. Juli 1887), Staatsminister
- Karl Ludwig Ernst Anton (* 1. August 1811; † 23. November 1836)
- Emilie Sophie Luise Wilhelmine (* 23. Dezember 1814; † 14. Mai 1894) X 1838 Karl von Fischer († 13. Januar 1865), Herr auf Eichberg bei Thun, Schweiz, Major